# 非洲灰鹃鵙
非洲灰鹃鵙（学名：Coracina caesia）是山椒鸟科鸦鹃鵙属的一种。分布于布隆迪、喀麦隆、刚果民主共和国、赤道几内亚、埃塞俄比亚、肯尼亚、马拉维、莫桑比克、尼日利亚、卢旺达、南非、苏丹、斯威士兰、坦桑尼亚、乌干达和津巴布韦。
其自然栖息地为亚热带或热带的湿润低地森林、亚热带或热带的湿润山地林以及亚热带或热带的干燥疏灌丛。